# فيكالفارو (محطة مترو أنفاق مدريد)
فيكالفارو (بالإسبانية: Vicálvaro)‏ هي محطة مترو أنفاق في مدريد في إسبانيا، تقع على الخط رقم 9.